# 大野智敬
大野 智敬（おおの ともひろ、11月7日 - ）は、日本の男性声優。兵庫県出身。マウスプロモーション所属。

## 略歴
『CLANNAD』と『涼宮ハルヒの憂鬱』を見たことでアニメに興味を持ち、「声で感動を与えることができたら」という思いから声優を目指すようになった。
かつてはビットプロモーションに所属。2018年3月9日にビットプロモーションのプロダクション独立より設立されたブライドイデアに移籍。2019年3月31日を以ってブライトイデアを退所し、同年4月1日よりマウスプロモーションに移籍。

## 人物
趣味・特技として料理、野球、カラオケをそれぞれ挙げている。肉を焼くことが得意であると自負しており、過去には特技として挙げていた。幼い頃の夢はプロ野球選手で、学生時代には10年程野球を続けており、ポジションはファースト。
方言は関西弁。
名前の「智敬」の由来について、「母親が名付ける際、最初は『智大』だったが『大野智大』だと大と大で挟まれてしまうため、姓名判断士に相談の末字画の良い『智敬』に決まった。後から調べたら“ひろ”と読めないことが分かり、当て字のようになった」と述べている（なお、「敬」の名のりとして“ひろ”がある）。
友人に森永彩斗、浦和希、安田陸矢、佐藤元がいる。

## 出演
太字はメインキャラクター。

### テレビアニメ
2020年
- ハイキュー!! TO THE TOP（月岡千春）
- パズドラ（青年③）
- カードファイト!! ヴァンガード外伝 イフ-if-（メンバーD）
- BORUTO-ボルト- NARUTO NEXT GENERATIONS（ユウガ）
- 無能なナナ（石井リュウジ）

2021年
- 俺だけ入れる隠しダンジョン（生徒A、観客E）
- EDENS ZERO（2021年 - 2023年、騎士ボット、ニパの子分、冒険者、シビルの部下、アレン 他） - 2シリーズ
- 86-エイティシックス-（新人〈男〉）
- 猫ジョッキー（馬乗上手男、アメリカ版猫ジョッキー、野生化したマンネンビリー） - 2シリーズ
- ドラえもん（テレビ朝日版第2期）（サッカー選手）
- 最果てのパラディン（2021年 - 2022年、青年、助祭、冒険者）
- takt op.Destiny（兵士）
- SCARLET NEXUS（新人兵士）

2022年
- 終末のハーレム（元友達）
- ありふれた職業で世界最強 2nd season（海人族兵士A）
- 佐々木と宮野（江崎優太郎）
- トモダチゲーム（四部誠）
- 可愛いだけじゃない式守さん（男子生徒、ピエロ、男性）
- ヒーラー・ガール（生徒達）
- ブラック★★ロックシューター DAWN FALL（平和構築軍兵士）
- シュート!Goal to the Future（仲間）
- シャインポスト（男子高生、客、ファン、スタッフ）
- アオアシ（菅原顕人）
- 邪神ちゃんドロップキックX（モブI）
- マブラヴ オルタネイティヴ（クラスメイト）
- 不徳のギルド（ラニ・ウッドマン、ヨウ・スミス、服屋さん、ミクリープ）
- 転生したら剣でした（商人②、冒険者②、ハイゴブリン②、リグ）
- 恋愛フロップス（男子生徒）
- うる星やつら (2022)（2022年 - 2024年、男子生徒、部員、鬼、男子、ウサギ 他） - 2シリーズ
- 4人はそれぞれウソをつく（男子生徒①）
- 不滅のあなたへ（2022年 - 2023年、男、ベン）

2023年
- 解雇された暗黒兵士（30代）のスローなセカンドライフ（サカイ）
- スパイ教室 - 2シリーズ
- 六道の悪女たち（先輩、クラス男2・3、不良生徒3、不良生徒、ヤンキー1）
- 山田くんとLv999の恋をする（キム）
- くまクマ熊ベアーぱーんち!（ジェイド）
- デッドマウント・デスプレイ（男）
- 【推しの子】（2023年 - 2024年、熊野ノブユキ） - 2シリーズ
- 英雄教室（カシム）
- るろうに剣心 -明治剣客浪漫譚- (2023)（2023年 - 2025年、剣客警官、修、志々雄の部下） - 2シリーズ
- カードファイト!! ヴァンガード will+Dress（観客）
- 聖女の魔力は万能です（研究員、船員、騎士、魔導士）
- ポーション頼みで生き延びます!（長瀬浩一、ボーマン、セドリック、近衛兵、誘拐犯 他）

2024年
- 月が導く異世界道中 第二幕（エト、審判）
- ループ7回目の悪役令嬢は、元敵国で自由気ままな花嫁生活を満喫する（デニス、フリッツ）
- 月刊モー想科学（シャン）
- 即死チートが最強すぎて、異世界のやつらがまるで相手にならないんですが。（宮永良介）
- 怪獣8号（吉村、オペレーター、受験生、隊員、市民）
- 鬼滅の刃 柱稽古編
- 時々ボソッとロシア語でデレる隣のアーリャさん（安藤）
- 先輩はおとこのこ（モブ男子B、ナンパ男、男）
- この世界は不完全すぎる（村人、塚原）
- 小市民シリーズ（下村）
- 杖と剣のウィストリア（リリール・マース、フリップ・マルトー）
- FAIRY TAIL 100年クエスト（2024年 - 2025年、新人の優男、客、禰宜）
- 魔導具師ダリヤはうつむかない（トビアス・オルランド）
- 異世界ゆるり紀行 〜子育てしながら冒険者します〜（ボルト）
- 魔王軍最強の魔術師は人間だった（審判員）
- 2.5次元の誘惑（男子生徒A）
- 精霊幻想記2（千堂貴久）
- 多数欠（王野佳月）
- リモート☆ホスト petit（2024年 - 2025年、安曇）
- 妖怪学校の先生はじめました!（2024年 - 2025年、小田原、見越し入道・夫）
- 星降る王国のニナ（部下4、家臣1、家臣、黒の宮従者1、使者2 他）
- 凍牌〜裏レート麻雀闘牌録〜（2024年 - 2025年、組の者、ヤス、上野、組員、ポロシャツ 他）
- 青のミブロ（2024年 - 2025年、野口健司、町人）
- 来世は他人がいい（映像の男）

2025年
- Sランクモンスターの《ベヒーモス》だけど、猫と間違われてエルフ娘の騎士として暮らしてます（魔族、レオ）
- 戦隊レッド 異世界で冒険者になる（ロゥジー・ミスト、簒奪の銀狼（ヴリコラカス））
- Übel Blatt〜ユーベルブラット〜（イクフェス）
- 俺だけレベルアップな件 Season 2 -Arise from the Shadow-（千代田謙）
- グリザイア:ファントムトリガー（兵士A）
- アラフォー男の異世界通販（騎士C）
- ゴリラの神から加護された令嬢は王立騎士団で可愛がられる（受験生、騎士団員、職員、ロイド、従騎士）
- 未ル　わたしのみらい（マリオ・バスコ・デブリット）
- あらいぐま カルカル団（カラスの皆さん、パトラッシュ風の犬の皆さん）
- ボールパークでつかまえて!（アナウンス）
- 魔神創造伝ワタル（男A、男B）
- New PANTY & STOCKING with GARTERBELT（警官、市民）
- 公女殿下の家庭教師（ギル・オルグレン）

2026年
- ニワトリ・ファイター（ケイスケ）

### 劇場アニメ
- 機動戦士ガンダム ククルス・ドアンの島（2022年、WBクルー）
- 映画 佐々木と宮野ー卒業編ー（2023年、江崎優太郎）
- 機動戦士ガンダムSEED FREEDOM（2024年、ユウ・キリシマ）
- 数分間のエールを（2024年、軽音部員）

### Webアニメ
- マウスどうぶつえん（2021年 - 、シバイヌのともひろ / マウスプロエメラルドグリーン [28]）
- ロマンティック・キラー（2022年、男子学生）
- ハンドレッドノート（2023年 - 、神柴健三[29]）
- シャンフロ劇場（2024年、モブ）

### ゲーム
2018年
- 三極ジャスティス（スティーブ・ウォーカー）

2019年
- JUDGEMENT 7 俺達の世界わ終っている。（高橋）
- アイデル・ヒーローズ〜Idle Heroes〜
- デビルブック（カイ、アルキーン）
- COLOR PIECEOUT（グリーパー、マッシュ）
- 幻奏喫茶アンシャンテ

2020年
- キャプテン翼ZERO〜決めろ！ミラクルシュート〜（サリナス）
- ファイナルファンタジーVII リメイク

2021年
- 君は雪間に希う
- フードファンタジー（マオシュエワン）
- ポケモンメザスタ（ヒロキ）
- モンスターストライク（コクウ）
- REALIVE!〜帝都神楽舞隊〜（白神透）

2022年
- 機動戦士ガンダム エクストリームバーサス2（2022年 - 2025年、アマギ・サイ） - 3作品
- バトルスピリッツ コネクテッドバトラーズ（雪下セイジ）
- 十三月のふたり姫（ファウスト）

2023年
- ファイアーエムブレム エンゲージ（ボネ）
- ホグワーツ・レガシー（エリック・ノースコット、レイブンクローの生徒）
- even if TEMPEST 連なるときの暁（ハリスン・ヴォーン）
- 機動戦士ガンダム アーセナルベース（アマギ・サイ）

2024年
- 聖剣伝説 VISIONS of MANA
- プロジェクトセカイ カラフルステージ! feat. 初音ミク
- メタファー：リファンタジオ
- カルドアンシェル（ネオン〈ナナシキネオン〉）
- バトルスピリッツ クロスオーバー（雪下セイジ）
- スチームプリズン -Beyond the Steam-（ジェバイト）

2025年
- 大悪逆令嬢 ストラテジーオブリリィ（タイラー・ランプラッシュ、ニコル・ヘーゼル）
- 勿ノ怪契リ（颯）
- 逆転オセロニア（オシリス）
- 聖闘士星矢 ライジングコスモ（蠍座・エカルラート）
- ヴァレット／VARLET（小瀧奏汰）

時期未定
- 幻想水滸伝 STAR LEAP（主人公）

### ドラマCD
年度不明
- 夢王国と眠れる100人の王子様

2018年
- ハイアップ!!

2019年
- 音戯の譜〜CHRONICLE〜
- ヒプノシスマイク-Division Rap Battle- オオサカディヴィジョン

2020年
- MAUSU THEATER Vol.044（カズヒロ）
- MAUSU THEATER Vol.050（酒井修）
- SCRAMBLE BIRTH DAY Vol.4
- ALIVE Growth Drama CD vol.5
- むかば図書館 第8巻（牛若丸）

2021年
- MAUSU THEATER Vol.051、052、053（酒井修）
- 転生したら推しのダミーヘッドマイクだったんだが尊すぎてハゲる（黒内一穂）

2022年
- MAUSU THEATER Vol.061（支配人）
- THE IDOLM@STER CINDERELLA MASTER Cute jewelries! 004（MC&リポーター）

2023年
- MAUSU THEATER Vol.074、076、077、078、079（岡村知樹）
- 『リモート☆ホスト』ドラマCD ～Saturno side～ LOOK BACK（安曇）
- むかば図書館 第18巻（桃太郎）

2025年
- ブラックジャックによろしく（斉藤英二郎）
- MAUSU THEATER Vol.100（天野旬）

### BLCD
2021年
- コヨーテⅡ、Ⅲ（シュナイダー）
- セラピーゲーム
- アンドロイドの僕がスパダリに恋してもいいですか？（刈谷慎一）
- 不屈のゾノ（竹岡(まさやん)）
- コスメティック・プレイラバー（田之内）
- シャングリラの鳥Ⅱ（男娼）

2022年
- 明けても暮れても -続 いつか恋になるまで-（高木）
- コヨーテⅣ（シュナイダー）

2023年
- フェロウメロウ（園渚、友人1）
- なんかもうあーあって感じ。（中村友斗）
- Kiss me crying キスミークライング 2（甲斐）

2024年
- 北山くんと南谷くん（西湖和博）
- コスメティック・プレイラバー２（田之内）

2025年
- メテオリックミルキーナイト（アラタ）

### デジタルコミック
- お前は俺を殺す気か（山崎[48])
- ゆら心霊相談所（長谷川貴博[49]）
- 光が死んだ夏（よしき[50]）
- ゲーセンの彼女（モブ男）
- めしかたらん!?（板付純[51]）
- Prince of Caster（西条進一[52]）
- スライム聖女（2024年 - 、執事A[53]、執事B[54]）
- 異世界転生したと思ったら早速オークションへ出品されてしまいました（2025年、スフェン[55]）

### オーディオブック
- バッドエンド目前のヒロインに転生した私、今世では恋愛するつもりがチートな兄が離してくれません！？（吉田、ラインハルト[56]）
- 思い出が消えないうちに（小野玲司）

### 吹き替え

#### 映画
- 最終絶叫計画5（デビッド）
- ディア・エヴァン・ハンセン (映画)（ジョシュ〈ジェラルド・シーザー〉）
- モラルセンス〜君はご主人様〜（朝鮮語版）（イ・ハン〈アン・スンギュン〉）
- ウェンデルとワイルド（英語版）（ラウール）

#### ドラマ
- ゾンビーズ2（英語版）[57]
- ニックのいたずら（英語版）（オーティス〈パーシー・ルストムジー〉）
- 未成年裁判（ソ・ボム〈シン・ジェフィ〉）
- アンブレラ・アカデミー シーズン3 - 4（ヴィクター・ハーグリーブス〈エリオット・ペイジ〉）
- ゴーストギャル（英語版）（ジェイク・C〈メイソン・ヴァーソウ〉）
- 再婚ゲーム（朝鮮語版）（役名不明〈パク・ジフン〉）
- ビッグマウス（パク・チャンホ〈イ・ジョンソク〉）
- 暗黒と神秘の骨 シーズン2（ワイラン・ヘンドリクス〈ジャック・ウルフ（英語版）〉）

#### アニメ
- 101匹わんちゃんストリート（ファーガス）
- 最後の召喚師 -The Last Summoner-（男子生徒A、学生A、黒服C、通行人E 他）
- Call Star -ボクは本当にダメな星?-（キャスター、夫、通行人）
- バットウィール（バフ[58]）

### PV
- 週刊ヤングジャンプ『20XX年レベルアップ災害～神から授かりし新たなる力～』ボイスPV（小林勝利[59]）
- 週刊ヤングジャンプ『BUNGO -ブンゴ-』ボイスPV（諸星要、静央メンバー[60]）

### ボイスオーバー
- Anime nova プロジェクト U-20 アニメグランプリ（2022年3月31日放送、テレビ東京[61]）

### テレビ番組
- オールナイト声優フジ3夜（2021年9月18日、フジテレビTWO[62]）

#### インターネット番組
- 大野智敬と森永彩斗のスキル＋（2023年 - 、OPENREC.tv[63]）

### 舞台
- Story Teller（Terror）「朗読・サイコ」再演 2021.03（2021年3月21日）
- 朗読劇 幽玄朗読舞「SEIMEI〜道成寺伝説より〜」（2022年10月26日、藤原和人[64]）
- Time [never] comes back!? PART2（2023年8月6日、ミチル[65]）
- 朗読劇 幽玄朗読舞「SEIMEI鬼と人と〜安達ヶ原より〜」（2023年9月17日、藤原和人[66]）
- 朗読劇『ネコたん！〜猫町怪異奇譚〜』（2024年5月12日、雨宮将太[67]）
- 声優朗読劇フォアレーゼン～不器用な果実たち～＜八尾＞（2024年11月10日[68]、津野親忠、徳川秀忠、家臣、長宗我部の兵、安藤重勝、山口重政[69]）
- 朗読劇「ネコたん！弐～猫町怪異奇譚～」仮面遊戯殺猫事件（2024年11月20日、雨宮将太[70]）
- CHILL CHILL BOX 12th BLUE BOX 朗読劇「逢魔時コンフュージョン〜鬼祭〜」（2024年12月7日、葛葉[71][72]）
- Do What? #02 《狼少年と命の天秤》（2025年8月3日、グラナダ[73]）

### ラジオ
※はインターネット配信。
- ラジオダブルディア シーズン1（2021年、ラジ友※）
- となりの川島、むかいの大野の〇〇ラジオ（2022年 - 、ラジ友※）
- 月刊 新・男前通信5月号～月刊 大野智敬（2023年、文化放送モバイルplus※）[74]
- MAN TWO MONTH RADIO 大野智敬 智のWAを敬げよう（2023年、超!A&G+※）[75]
- 岡野友佑と大野智敬のNONONO radio（2025年 - 、YouTube※）

### その他コンテンツ
- 星空学校〜銀河鉄道で巡る天の川〜（ナレーター(兄)）
- リモート☆ホスト（2022年 - 、安曇[76])
- V系戦隊 エクスキューショナー（緑青翠峯[77]）
- 超人的シェアハウスストーリー『カリスマ』 (2023年 - 、虎姫柊[78])
- 愛天使世紀ウェディングアップル（2025年、魔霊ヤンス[79]）

## ディスコグラフィ

### キャラクターソング
| 発売日  | 商品名                                      | 歌                                 | 楽曲                                 | 備考                         |
| 2022年  | 2022年                                      | 2022年                             | 2022年                               | 2022年                       |
| ------- | ------------------------------------------- | ---------------------------------- | ------------------------------------ | ---------------------------- |
| 12月7日 | リモート☆ホスト Club Saturno No.5 安曇      | 安曇（大野智敬）                   | 「KONAMON」                          | 『リモート☆ホスト』関連曲    |
| 12月7日 | ゲラメキユ2022 All ver.                     | Venere 5、Saturno 5                | 「ゲラメキユ2022 All ver.」          | 『リモート☆ホスト』関連曲    |
| 12月7日 | ゲラメキユ2022 Club Saturno ver.            | Saturno 5                          | 「ゲラメキユ2022 Club Saturno ver.」 | 『リモート☆ホスト』関連曲    |
| 12月7日 | ゲラメキユ 安曇ver.                         | 安曇（大野智敬）                   | 「ゲラメキユ 安曇ver.」              | 『リモート☆ホスト』関連曲    |
| 2023年  |                                             |                                    |                                      |                              |
| 7月19日 | ガチンコ2023                                | Saturno 5                          | 「ガチンコ2023」                     | 『リモート☆ホスト』関連曲    |
| 12月6日 | リモート☆ホスト デュエットCD①               | 明星（田邊幸輔）＆安曇（大野智敬） | 「Behind the moon」                  | 『リモート☆ホスト』関連曲    |
| 2024年  |                                             |                                    |                                      |                              |
| 11月6日 | R・M・H・S アンセム                         | Venere 5、Saturno 5                | 「R・M・H・S アンセム」              | 『リモート☆ホスト』関連曲    |
| 2025年  |                                             |                                    |                                      |                              |
| 8月28日 | ヴァレット／VARLET スペシャルミニアルバムCD | 小瀧奏汰（大野智敬）               | 「新悲劇。」                         | 『ヴァレット／VARLET』関連曲 |

### 参加楽曲
| 発売日   | 商品名                           | 歌       | 楽曲                                | 備考                                                   |
| 2022年   | 2022年                           | 2022年   | 2022年                              | 2022年                                                 |
| -------- | -------------------------------- | -------- | ----------------------------------- | ------------------------------------------------------ |
| 1月29日  | MAUSU THEATER Vol.058            | 大野智敬 | 「stray」                           |                                                        |
| 12月3日  | ラジ友テーマソング ぎゅってしよ! | となむか | 「ぎゅってしよ!」 「声はAmplifier」 | ラジオ『となりの川島、むかいの大野の〇〇ラジオ』関連曲 |
| 2024年   |                                  |          |                                     |                                                        |
| 11月30日 | MAUSU THEATER Vol.092            | 大野智敬 | 「光指す先」                        |                                                        |

### シリーズ一覧
1. ↑  第1期（2021年）、第2期（2023年）
2. ↑  シーズン1（2021年）、シーズン2（2021年）
3. ↑  第1期（2022年 - 2023年）、第2期（2024年）
4. ↑  1st season（2023年）、2nd season（2023年）
5. ↑  第1期（2023年）、第2期（2024年）
6. ↑  第1期『序幕東京』（2023年）、第2期『京都動乱』（2024年 - 2025年）
7. ↑  『クロスブースト』（2022年）、『オーバーブースト』（2023年）、『インフィニットブースト』（2025年）

### 初出話一覧
1. 1 2  第37話初出
2. 1 2 3 4 5 6 7 8 9 10 11  第2話初出
3. 1 2 3 4 5 6  第8話初出
4. 1 2 3 4 5 6 7 8 9 10  第1話初出
5. ↑  第15話初出
6. 1 2 3 4 5  第10話初出
7. 1 2 3 4 5 6 7 8  第3話初出
8. 1 2 3 4 5  第4話初出
9. 1 2 3 4  第5話初出
10. 1 2 3 4  第6話初出
11. 1 2 3  第7話初出
12. 1 2  第25話初出
13. 1 2  第13話初出
14. 1 2 3  第17話初出
15. 1 2 3  第24話初出
16. 1 2  第9話初出
17. 1 2  第11話初出
18. 1 2  第14話初出
19. ↑  第21話初出
20. ↑  第12話初出
21. ↑  第23話初出

### ユニットメンバー
1. ↑  坂田将吾、田邊幸輔、柏崎隼史、岡野友佑、石井孝英
2. 1 2  安田陸矢、小池貴大、山本智哉、柴野嵩大、大野智敬
3. 1 2  大野智敬、安田陸矢、山本智哉、小池貴大、柴野嵩大
4. ↑  田邊幸輔、坂田将吾、岡野友佑、石井孝英、柏崎隼史
5. ↑  川島零士、大野智敬